# Altstädter Kirchplatz 3 (Hofgeismar)

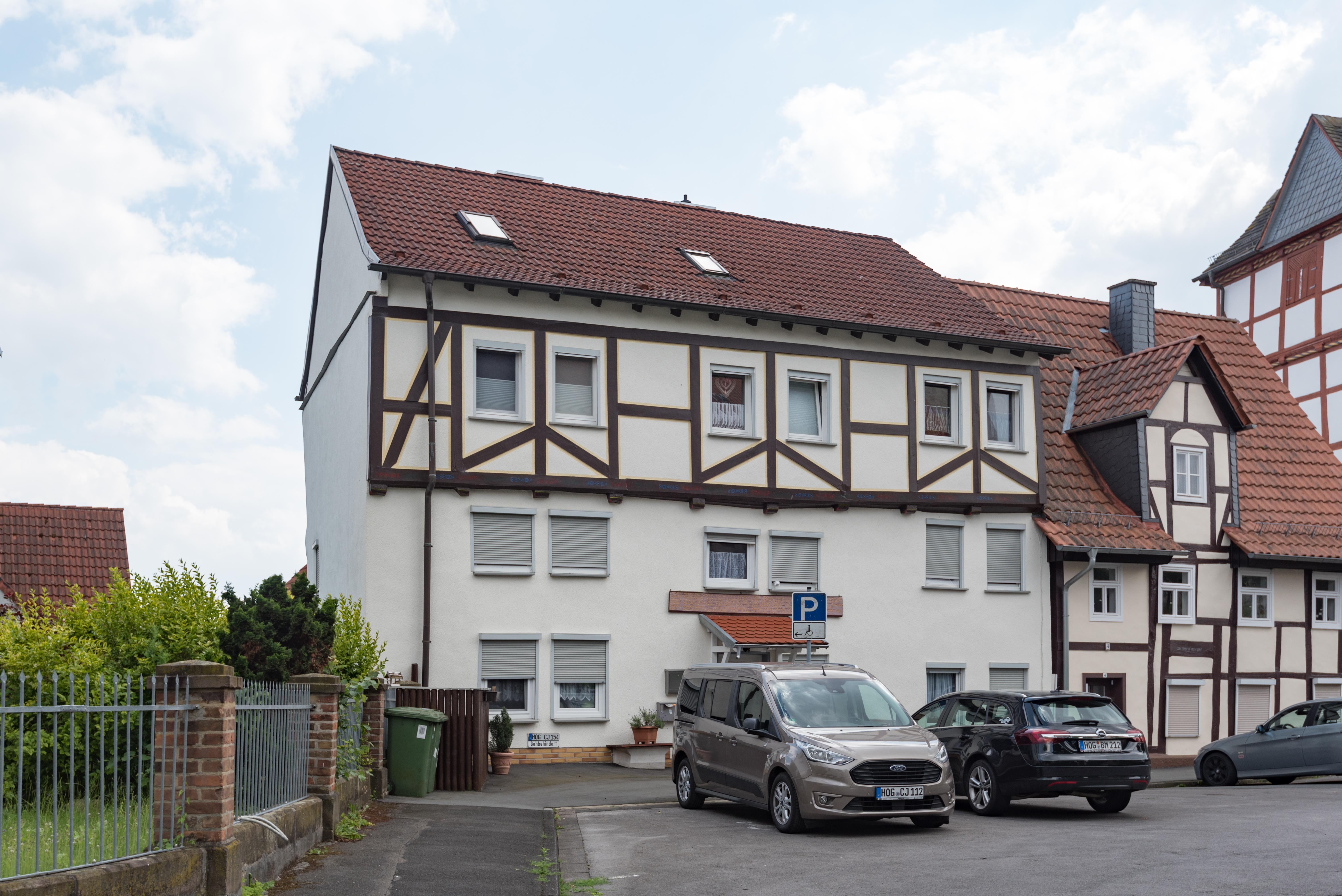
Gebäude Altstädter Kirchplatz 3 in Hofgeismar

Das Gebäude Altstädter Kirchplatz 3 in Hofgeismar, einer Stadt im Landkreis Kassel in Nordhessen, wurde 1588 errichtet. Das Wohnhaus ist ein geschütztes Kulturdenkmal.
Das dreigeschossige, traufständige Fachwerkhaus mit Satteldach hat vermutlich das Erdgeschoss und das erste Obergeschoss in Ständerbauweise, die beide seit längerer Zeit verputzt sind. Das vorkragende Quergebälk ist mit leicht profilierten Balkenköpfen und gekehlten Füllhölzern versehen. 
Das Fachwerkhaus ist eines der ältesten erhaltenen Gebäude in Hofgeismar mit Ständerunterkonstruktion und Rähmobergeschoss.